# Elsa Maasik
Elsa Maasik   (Kaagu, 23 de juliol de 1908 - Tallinn, 30 de setembre de 1991) cantant d'òpera soviètica (soprano). Artista popular de l'ESSS (1952). Laureada del Premi Stalin del segon grau (1952).
Elsa Maasik (23 de juliol de 1908, poble de Kaagu, parròquia de Vastseliina - 30 de setembre de 1991, Tallinn), cantant (soprano). Membre de la Unió d'Actors d'Estònia (1934) i de l'Associació de Teatre d'Estònia (1945). Agricultors grans.
Graduat al Võru Gymnasium el 1927 i al Conservatori de Tallinn el 1935 (classe d'Aleksander Arder), va continuar la seva formació a Itàlia amb Astolfo Pescia el 1939. Va ser cantant i actor a Endla el 1932–35, solista a Vanemuine el 1935–41 i solista a Estònia el 1942–63. També va treballar com a pedagog: 1942 a la Tartu High School of Music, 1947–48 a l'Escola de Música de Tallinn, 1963–74 a l'Institut Pedagògic de Tallinn (docent des de 1973) i 1974–80 al Conservatori Estatal de Tallinn. També va actuar en escenaris d'òpera fora d'Estònia, sobretot a Riga. També conegut com a cantant de cambra. La pel·lícula "Elsa Maasik" (Telefilm d'Estònia, 1970) tracta d'ella.
Artista meritat de l'RSS d'Estònia (1945), Artista popular de l'RSS d'Estònia (1952). Premi Stalin (1952). Diplomat a Viena al concurs internacional de cant l'any 1936.

## Rols d'òpera
- Ksenia, Borís Godunov de Mussorgski, 1932 en grup ambulant)
- Formigues Kaval-Formigues de Kitzberg i Old Pagan, 1932)
- Violeta La violeta de Montmartre de Kálmán, 1932)
- Benjamin Joseph en Égypte, de Étienne Nicolas Méhul 1933)
- Leontine Kuradiratsur de Kálmán, 1933 i 1941)
- Victòria Viktoria und ihr Husar de Paul Abraham, 1934)
- Solvejg Peer Gynt, d'Ibsen 1934 i 1940)
- Tiina Püve talus, d'August Kitzberg, 1934)
- Princesa Laya Die Blume von Hawaii d'Ábrahám, 1934)
- Manja Võõras laps, 1935 Endlas)
- Margot (Kõrbelaul de Romberg, 1935 a Endla, 1936 a Vanemuise i 1946 i 1953 a Estònia)
- Rosalinde Die Fledermaus de Johann Strauss II, 1936)
- Margarethe Faust de Gounod, 1938 a Vanemuise i 1949 a Estònia)
- Giuditta Giuditta de Franz Lehár, 1938)
- Gilda Rigoletto de Giuseppe Verdi, 1939)
- Natalya Quiet Flows the Don, de Ivan Dzerzhinsky 1940)
- "Eugene Onegin" Tatjana (Eugeni Onegin de Txaikovski, 1939 a Vanemuise, 1944 a Estònia)
- "Guerra i pau" S. S. Prokofiev - Natasha
- "Francesca da Rimini" S. V. Rachmaninov - Francesca
- "Tannhauser" - Elisabeth (Tannhäuser de Wagner, 1942)
- Princesa Marie - Bird Trader, de Carl Zeller 1943 i 1956)
- Don Giovanni de V. A. Mozart - Donna Anna (1952)
- La Traviata - Violetta, òpera de Verdi, 1940 a Vanemuise, 1950 a Estònia)
- Il trovatore de J. Verdi - Gilda
- I pagliacci de R. Leoncavallo - Nedda 1935 a Vanemuise, 1946 i 1954 a Estòni
- de G. Puccini - Enyorança
- "Cio-Cio-san" Madame Butterfly de Puccini, 1936 i 1941 a Vanemuise, 1943, 1945 i 1949 a Estònia)
- "La llum de la venjança" d' E. A. Kaap - Saimaa
- "Cantant de la llibertat" E. A. Kappa - Armu
- Angèle (El comte de Luxemburg), de Franz Lehár 1943)
- Saima Vabaduse laulik  d'Eugen Kapp, 1945, 1948 i 1956)
- Saffy El baró gitano de Strauss, 1948)
- Nataša Näkineid Aleksandr Dargomijski 1949)
- Arm Vabaduse laulik d'Eugen Kapp, dècades de 1950 i 1960)
- Tamara Demon, de Anton Rubinstein 1953 i 1962)
- Maro Keto y Kote, de Víktor Dolidze 1953)
- Tosca (Puccini, 1957)
- Antònia Contes d'Hoffmann d'Offenbach, 1957)
- Raisin Les noces de Fígaro de Mozart, 1958)
- Marfa La núvia del tsar de Rimski-Korsakov, 1959)
- Francesca Francesca da Rimini de Rahmaninov, 1960)
- Amelia Un ballo in Maschera de Verdi, 1961)
- Senyora Müllerová The Good Soldier Švejk”, de Jaroslav Hašek 1963)

## Honors i premis
- Artista popular de l'ESSS (1952)
- Premi Stalin del segon grau (1952) - per la interpretació de la part d'Armu a la representació d'òpera "Singer of Freedom" d'E. A. Kappa
- Ordre de Lenin (30/12/1956)
- Ordre de la Banner Roja del Treball (1950)
- Ordre de la Insígnia d'Honor (1946)

## Discografia
- Elsa Maasik (LP, 1966)
- Prominent Estonian Singers II (LP, 1970)
- Cantants estonians en operetes I, II (LP, 1972)
- Eugen Kap's Archive Recordings III (CDR, 2002)
- Estonian National Opera 100, 2, 8 (CD, 2006)

## Materials d'arxiu
- Museu de Teatre i Música d'Estònia, fons T265